# Synagoga Majera Palucha w Łodzi (ul. Krótka 12)
Synagoga Majera Palucha w Łodzi – prywatny dom modlitwy znajdujący się w Łodzi przy ulicy Krótkiej 12.
Synagoga została zbudowana w 1904 roku z inicjatywy Majera Palucha. Mogła ona pomieścić 55 osób. W 1908 roku synagoga została przeniesiona do nowego lokalu przy ulicy Piotrkowskiej 92.